# Вайлер, Макс
Максимилиан Ва́йлер (нем. Maximilian Weiler; 25 сентября 1900, Винтертур, Цюрих — 1 сентября 1969, Цюрих) — швейцарский футболист и футбольный тренер, играл на позиции защитника. Участник чемпионата мира 1934 года.

## Биография

### Клубная карьера
В течение четырёх сезонов играл за «Фельтхайм». В 1925 году перешёл в «Грассхоппер», в составе которого отыграл 12 сезонов, выиграл 4 чемпионских титула и 5 Кубков Швейцарии. Завершил карьеру игрока в 1937 году.

### Карьера в сборной
Вместе с младшим братом Вальтером входил в состав сборной Швейцарии на олимпийский футбольный турнир 1924 года, но на поле не выходил. По итогам турнира швейцарцы завоевали серебряные медали, уступив в финале сборной Уругвая со счётом 0:3.
Дебютировал за сборную Швейцарии 14 декабря 1924 года в товарищеском матче со сборной Германии — матч завершился со счётом 1:1.
Входил в состав сборной Швейцарии на чемпионате мира 1934 года, но на турнире был запасным и на поле не выходил. Всего за сборную Швейцарии сыграл 38 матчей и забил 2 гола.

### Тренерская карьера
С 1942 по 1947 год работал главным тренером клуба «Шаффхаузен».

### Смерть
Скончался 1 сентября 1969 года в возрасте 68 лет.

## Достижения
«Грассхоппер»
- Чемпион Швейцарии (4): 1926/27, 1927/28, 1930/31, 1936/37
- Обладатель Кубка Швейцарии (5): 1926/27, 1931/32, 1933/34, 1936/37, 1937/38